# Pantheon MMXIX
Pantheon MMXIX — второй студийный альбом русской пост-блэк-метал-группы Ultar, выпущенный 29 марта 2019 года на шведском лейбле Temple Of Torturous. Продюсером альбома выступил Владимир Лехтинен из группы Second To Sun.
В поддержку альбома было выпущено музыкальное видео на песню «Father Dagon». Видеоклип был снят на Красноярском водохранилище и был выпущен 13 февраля 2019 года. 4 сентября 2019 года вышло второе музыкальное видео с Pantheon MMXIX на песню «Swarm». Альбом был тепло принят критиками, отмечавшими хорошо проработанную атмосферу пластинки и большее использование синтезатора, добавившее в запись элементы симфонического метала.

## Список композиций
Вся музыка написана Ultar.
| №                   | Название                   | Длительность |
| ------------------- | -------------------------- | ------------ |
| 1.                  | «Father Dagon»             | 6:28         |
| 2.                  | «Yog-Sothoth»              | 5:23         |
| 3.                  | «Swarm»                    | 10:01        |
| 4.                  | «Worms»                    | 6:08         |
| 5.                  | «Shub-Niggurath»           | 5:34         |
| 6.                  | «Au Seuil»                 | 6:42         |
| 7.                  | «Beyond The Wall Of Sleep» | 6:51         |
| Общая длительность: | Общая длительность:        | 47:37        |